# Dioscorea spiculiflora
Dioscorea spiculiflora là một loài thực vật có hoa trong họ Dioscoreaceae. Loài này được Hemsl. mô tả khoa học đầu tiên năm 1884.